# Бајфилд (Висконсин)
Бајфилд (енгл. Bayfield) град је у америчкој савезној држави Висконсин.

## Демографија
По попису из 2010. године број становника је 487, што је 124 (-20,3%) становника мање него 2000. године.
| Група             | 2000.       | 2010.       |
| Белци             | 469 (76,8%) | 374 (76,8%) |
| Афроамериканци    | 4 (0,7%)    | 1 (0,2%)    |
| Азијати           | 0 (0,0%)    | 5 (1,0%)    |
| Хиспаноамериканци | 3 (0,5%)    | 9 (1,8%)    |
| Укупно            | 611         | 487         |